# Vytautas Kernagis
Vytautas Kernagis (Vilnius, 19 maggio 1951 – 15 marzo 2008) è stato un cantautore, attore e conduttore televisivo lituano.

## Carriera
Vytautas Kernagis nasce in una famiglia di attori: Aleksandras Kernagis e Gražina Kernagienė. Frequenta la scuola M.K.Ciurlionis (primi 3 anni) e la scuola di Vilnius. Nel 1973 si laurea presso l'Accademia Lituana di Musica e Teatro.
È stato membro delle grand band lituane: Aisčiai (1966-1968) e Rupūs miltai (1969-1972).
Kernagis è stato ospitato nella prima stagione (2007) del programma televisivo Žvaigždžių duetai.
Kernagis ha sofferto di cancro gastrico e morì il 15 marzo 2008. È stato cremato nel cimitero di Antakalnis a Vilnius.

## Filmografia
- Kai aš mažas buvau (1968)
- Mažoji išpažintis (Little confession) (1971)
- Atsiprašau  (I'm sorry) (1982)
- Kažkas atsitiko (1986)
- Anastasija (2006)

## Discografia
- Akustinis (1978 LP album, 1994 CD ir MC, 2006, Vilniaus plokštelių studija)
- Baltojo nieko dainelės (1979, Vilniaus plokštelių studija; 2000, „"Čiki Piki")
- Vytautas Kernagis (1979 LP, Melodia C60-10889-90)
- Kabaretas „Tarp girnų“ (1982 small vinyl, 1984 LP, Vilniaus plokštelių studija)
- Vytautas Kernagis Čikagoje (1985, Cassettes studija)
- Dainos teatras:
  - Žvilgsnis nuo kalno (1986, Vilniaus plokštelių studija)
  - Eik savo keliu (1987, Vilniaus plokštelių studija)
  - Povo link... (1989, Vilniaus plokštelių studija)
  - Apie medžioklę (1990, Vilniaus plokštelių studija)
- Keistumas (1991 m., "Lituanus")
- Dainos teatras – Abėcėlė (1993, "Bomba")
- Vaikai vanagai (1994, "Bomba")
- Kabaretas „Tarp girnų“ 1979–1994 (1994 m., "Bomba")
- Baltas paukštis (1998, Vilniaus plokštelių studija)
- Teisingos dainos (2003, "Tigris")
- Dainos teatras (2006)
- Klasika (2007, 5 CD):
  - Akustinis
  - Baltojo nieko dainelės
  - Dainos teatras
  - Teisingos dainos

## Premi e onorificenze
- 1995 - Antanas Šabaniauskas'
- 2000 - "Bravo"
- 2002 - Gran Croce dell'Ordine del Granduca Gediminas[1]
- 2008 - Lithuanian National Prize for Culture and Arts.[2]